# Roddy Ricch
Roddy Ricch, pseudonimo di Rodrick Wayne Moore Jr. (Compton, 22 ottobre 1998), è un rapper, cantautore e produttore discografico statunitense.
È salito alla ribalta nel 2018 con il mixtape Feed tha Streets II, che ha raggiunto il numero 67 nella Billboard 200. Il suo album di debutto, Please Excuse Me for Being Antisocial, è stato pubblicato nel 2019 e ha debuttato in cima alla suddetta classifica, accompagnato dal singolo The Box, che si è imposto al vertice della Billboard Hot 100, ottenendo successo anche a livello internazionale.
Ha ricevuto tre candidature ai Grammy Awards, vincendo nel 2020 nella categoria di migliore performance rap con la canzone Racks in the Middle, in collaborazione con il rapper Nipsey Hussle e il produttore Hit-Boy.

## Biografia
Rodrick Wayne Moore Jr., è nato il 22 ottobre 1998 a Compton, in California, dove è stato anche cresciuto. Ha trascorso un periodo ad Atlanta, in Georgia, in gioventù. Roddy Ricch ha iniziato a rappare e cantare all'età di 8 anni per scherzo, per poi prendere il rap più seriamente all'età di 16 anni. A Compton, Rodrick faceva parte della banda di strada Neighbourhood Compton Crips.
Nel novembre 2017 ha pubblicato il suo primo mixtape Feed tha Streets. Ha fatto seguito nel 2018 l'EP Be 4 tha Fame. Nel luglio dello stesso anno ha pubblicato il singolo Die Young, dedicato alle celebrità morte prematuramente, che ha raggiunto 80 milioni di visualizzazioni su YouTube e circa 120 milioni di stream su Spotify. Ad agosto ha partecipato al singolo di Marshmello Project Dreams, mentre nel febbraio 2019 collabora con Nipsey Hussle in Racks in the Middle. Quest'ultimo ha raggiunto la top 40 della Billboard Hot 100. Il suo secondo mixtape Feed tha Streets II è stato pubblicato il 2 novembre 2018.
A giugno 2019 esce Ballin', singolo realizzato con il DJ statunitense Mustard, che raggiunge la posizione numero 11 nella Hot 100. Il 6 dicembre il rapper mette in commercio il suo album di debutto Please Excuse Me for Being Antisocial, che debutta in cima alla Billboard 200, mentre a gennaio 2020 The Box è il suo primo singolo ad arrivare in vetta alla Hot 100, dove rimane per 11 settimane, ottenendo la certificazione di diamante. Ad aprile dello stesso anno collabora con il rapper DaBaby nel brano Rockstar, tratto dall'album Blame It on Baby, che raggiungerà le vette delle classifiche di Stati Uniti, Australia, Nuova Zelanda e Regno Unito.

## Discografia
- 2019 – Please Excuse Me for Being Antisocial
- 2021 – Live Life Fast

## Riconoscimenti
- BET Awards
  - 2020 – Candidatura al Miglior artista hip hop maschile[9]
  - 2020 – Candidatura al Video dell'anno per The Box[9]
  - 2020 – Miglior nuovo artista[9]
  - 2020 – Album dell'anno per Please Excuse Me for Being Antisocial[9]
  - 2020 – Candidatura alla Scelta del pubblico per The Box[9]
  - 2021 – Candidatura alla Miglior collaborazione per Rockstar[10]
  - 2021 – Candidatura al Viewer's Choice Award per Rockstar[10]

- BMI R&B/Hip-Hop Awards
  - 2021 – Cantautore dell'anno[11]
  - 2021 – Most-Performed Song per Ballin'[11]
  - 2021 – Most-Performed Song per High Fashion[11]
  - 2021 – Most-Performed Song per Rockstar[11]
  - 2021 – Most-Performed Song per The Box[11]
  - 2021 – Most-Performed Song per The Woo[11]

- iHeartRadio Music Awards
  - 2021 – Candidatura all'Artista maschile dell'anno[12]
  - 2021 – Artista hip hop dell'anno[12]
  - 2021 – Miglior nuovo artista hip hop[12]
  - 2021 – Candidatura alla Canzone dell'anno per The Box[12]
  - 2021 – Candidatura alla Canzone hip hop dell'anno per High Fashion[12]
  - 2021 – Candidatura alla Canzone hip hop dell'anno per Rockstar[12]
  - 2021 – Canzone hip hop dell'anno per The Box[12]

- MTV Video Music Awards
  - 2020 – Candidatura alla Canzone dell'anno per The Box[13]
  - 2020 – Candidatura al Miglior artista Push esordiente[13]
  - 2020 – Candidatura al Miglior video hip-hop[13]